# Golfo di Oman
Il golfo di Oman o mare di Oman (in arabo خليج عمان‎?, khalīj ʿUmān;  in persiano دریای مکران‎, daryā-ye Makran) è un golfo della parte più orientale della penisola arabica che individua un canale naturale che mette in collegamento il Mar Arabico con lo stretto di Hormuz e quindi con il Golfo Persico. 
Lungo 560 km e con una profondità compresa tra i 50 ed i 200 metri, è spesso considerato un braccio dello stesso Golfo Persico, piuttosto che del Mar Arabico. La costa meridionale appartiene interamente all'Oman tranne una piccola parte ad ovest appartenente agli Emirati Arabi Uniti. La parte di costa che delimita il braccio di mare a nord è divisa tra Iran e Pakistan. La maggiore città che si affaccia sulle sue coste è Mascate, capitale dell'Oman.